# Daviesia triflora
Daviesia triflora är en ärtväxtart som beskrevs av Michael Douglas Crisp. Daviesia triflora ingår i släktet Daviesia, och familjen ärtväxter. Inga underarter finns listade i Catalogue of Life.

## Bildgalleri

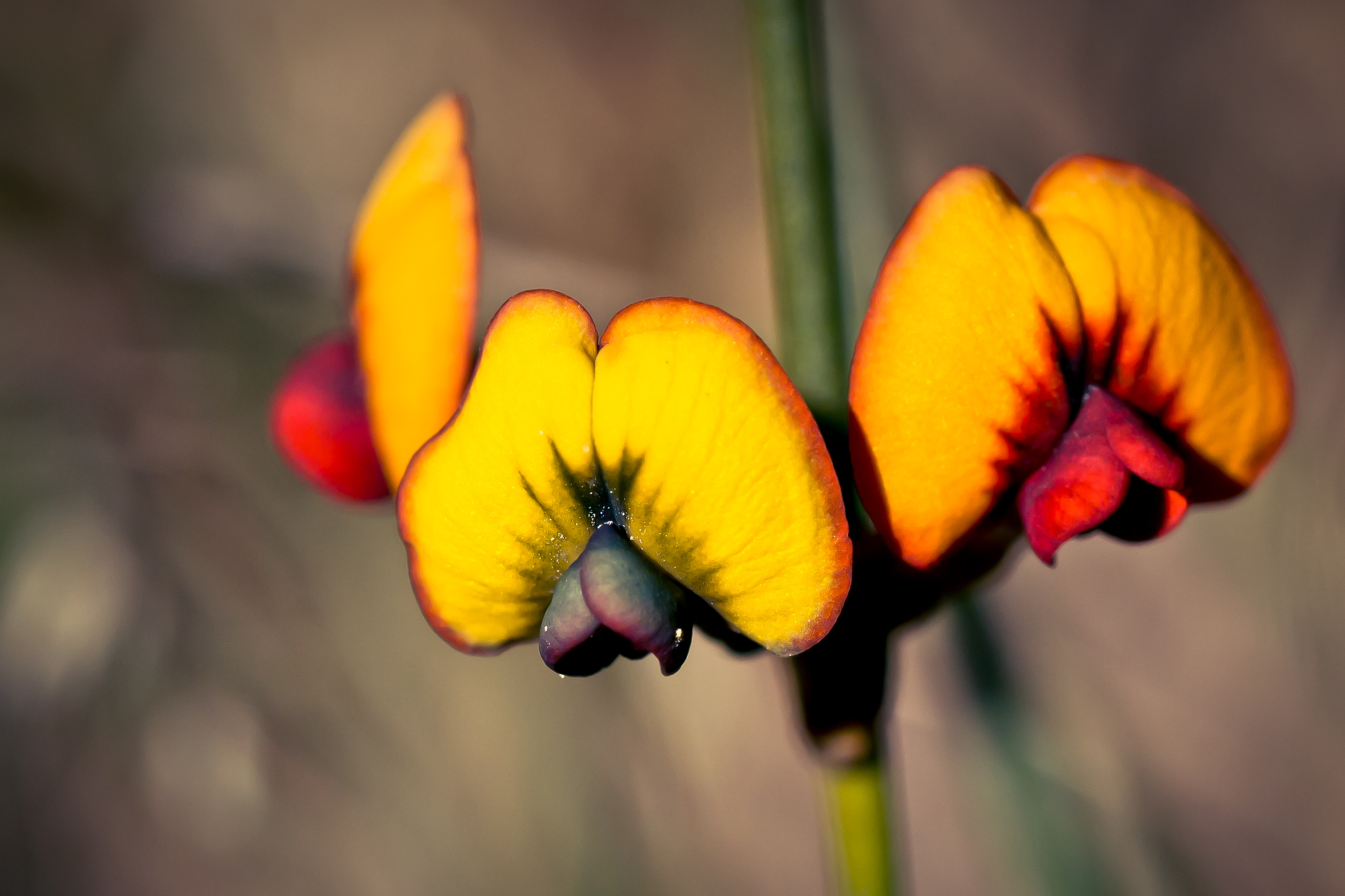
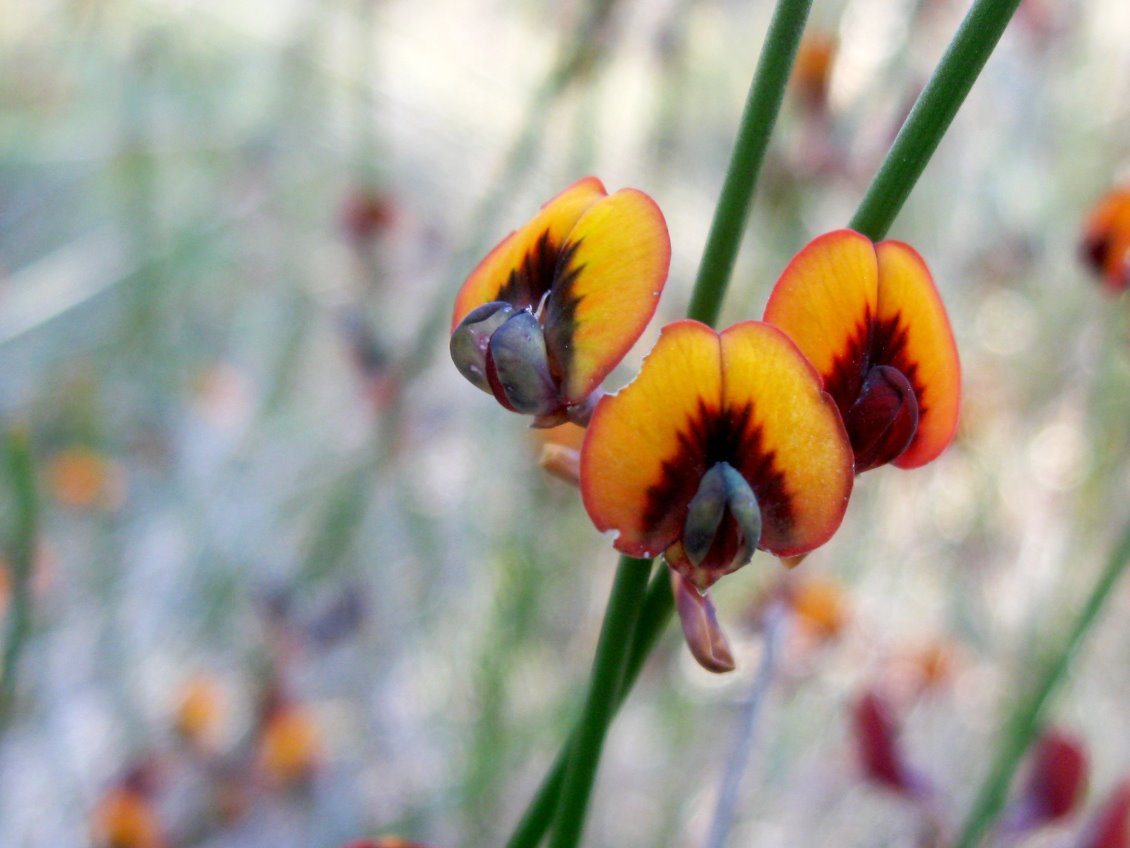